# Lista di stelle
Questa è una lista di stelle disposte in ordine alfabetico in base alla costellazione alla quale appartengono. Sono riportate solo le stelle a cui è stato dato un nome proprio. Il nome delle costellazioni è quello italiano.

## Altare
- Karnot Mizbeach (β Arae)
- Choo o Tchoo (α Arae)
- Korban (ζ Arae)
- Zadok (γ Arae)

## Andromeda
- Alamach o Almach o Almaak (γ-1 Andromedae, 57 Andromedae)
- Mirach (β Andromedae, 43 Andromedae)
- Sirrah o Alpheratz (α Andromedae e δ Pegasi)

## Aquario
- Albali (ε Aquarii)
- Sadachbia (γ Aquarii)
- Sadalmelik (α Aquarii)
- Sadalsuud (β Aquarii)
- Skat (δ Aquarii)

## Aquila
- Alshain (β Aquilae)
- Altair (α Aquilae, 53 Aquilae)
- Deneb al Okab Australis (ζ Aquilae)
- Deneb al Okab Borealis (ε Aquilae)
- Tarazed (γ Aquilae)

## Ariete
- Hamal (α Arietis, 13 Arietis)
- Mesarthim (γ Arietis)
- Sheratan o Sharatan (β Arietis, 6 Arietis)

## Auriga
- Al Kab (ι Aurigae)
- Al Anz (ε Aurigae, 7 Aurigae)
- Capella o Stella del Pastore (α Aurigae, 13 Aurigae)
- Elnath (γ Aurigae (β Tauri)
- Hoedus I o Haedi (ζ Aurigae, 8 Aurigae)
- Hoedus II (η Aurigae, 10 Aurigae)
- Menkalinan (β Aurigae, 34 Aurigae)

## Balena
- Baten Kaitos (ζ Ceti)
- Deneb Kaitos (β Ceti)
- Kaffaljidhma (γ Ceti)
- Menkar (α Ceti)
- Mira (ο Ceti)

## Bilancia
- Zuben Elakrab (γ Librae)
- Zuben Elgenubi o Zubenelgenubi (α-2 Librae, 9 Librae)
- Zuben Elschemali o Zubeneschemali (β Librae, 27 Librae)

## Boote
- Arturo (α Boötis, 16 Boötis)
- Alkalurops (μ Bootis)
- Asellus Primus (θ Bootis)
- Izar (ε Bootis)
- Mufrid (η Bootis)
- Nekkar (β Bootis)
- Seginus (γ Bootis)

## Bulino
Nessuna stella con nome proprio.

## Bussola
Nessuna stella con nome proprio.

## Camaleonte
• Anthares (θ Camaleonti)
• Billy (λ Camaleonti)
• Marcioinvetta (φ Camaleonti)
• Ses47-12X (θ Camaleonti)

## Cancro
- Acubens (α Cancri)
- Al Tarf (β Cancri)
- Asellus Australis (δ Cancri)
- Asellus Borealis (γ Cancri, 43 Cancri)
- Tegmeni (ζ Cancri)

## Cane Maggiore
- Adhara (ε Canis Majoris)
- Aludra (η Canis Majoris)
- Mirzam o Murzim (β Canis Majoris, 2 Canis Majoris)
- Muliphein o Isis o Mirza (γ Canis Majoris, 23 Canis Majoris)
- Phurud (ζ Canis Majoris)
- Sirio o Stella-Cane o Naso del Cane o Aschere (α Canis Majoris, 9 Canis Majoris)
- Wezen (δ Canis Majoris, 25 Canis Majoris)

## Cane Minore
- Gomeisa (β Canis Minoris, 3 Canis Minoris)
- Procione (α Canis Minoris, 10 Canis Minoris)

## Cani da Caccia
- Chara o Asterion (β Canum Venaticorum)
- Cor Caroli (α-2 Canum Venaticorum)
- La Superba (Y Canum Venaticorum)

## Capricorno
- Algedi o Gredi (α Capricorni)
- Dabih (β Capricorni, 9 Capricorni)
- Deneb Algedi o Scheddih (δ Capricorni)
- Nashira (γ Capricorni)

## Carena
- Aspidiske (ι Carinae)
- Avior (ε Carinae)
- Canopus (α Carinae)
- Miaplacidus (β Carinae)

## Cassiopea
- Achird (η Cassiopeiae, 24 Cassiopeiae)
- Caph (β Cassiopeiae, 11 Cassiopeiae)
- Tsih o Cih (γ Cassiopeiae, 27 Cassiopeiae)
- Ruchbah (δ Cassiopeiae)
- Shedir o Schedir o Schedar (α Cassiopeiae, 18 Cassiopeiae)
- Segin (ε Cassiopeiae, 45 Cassiopeiae)

## Cavallino
- Kitalpha (α Equulei)

## Cefeo
- Alderamin (α Cephei, 5 Cephei)
- Alphirk (β Cephei)
- Alrai o Errai (γ Cephei, 35 Cephei)
- Granatus Sidus o stella granata di Herschel (μ Cephei)
- Kurhah (ξ Cephei)

## Centauro
- Agena o Hadar (β Centauri)
- Menkent (θ Centauri)
- Muhlifain (γ Centauri)
- Toliman o Rigel Kentaurus o Rigil Kentaurus (α Centauri)

## Chioma di Berenice
- Diadema (α Comae Berenices, 42 Comae Berenicis)

## Cigno
- Albireo (β Cygni)
- Deneb (α Cygni, 50 Cygni)
- Gienah Cygni (ε Cygni, 53 Cygni)
- Sadr (γ Cygni)

## Colomba
- Phakt o Phaet (α Columbae)
- Wazn (β Columbae)

## Compasso
Nessuna stella con nome proprio.

## Corona Australe
- Alfecca Meridiana (α Coronae Australis)

## Corona Boreale
- Gemma o Alphekka (α Coronae Borealis, 5 Coronae Borealis)
- Nusakan (β Coronae Borealis, 3 Coronae Borealis)

## Corvo
- Alchiba (α Corvi)
- Algorab (δ Corvi)
- Gienah Corvi (γ Corvi)
- Kraz (β Corvi)
- Minkar (ε Corvi)

## Cratere
- Alkes (α Crateris, 7 Crateris)

## Croce del Sud
- Acrux (α Crucis)
- Becrux o Mimosa (β Crucis)
- Gacrux (γ Crucis)

## Delfino
- Rotanev (β Delphini, 6 Delphini)
- Sualocin (α Delphini)

## Dorado
Nessuna stella con nome proprio.

## Dragone
- Al Dhibain Prior (η Draconis)
- Arrakis (μ Draconis, 21 Draconis)
- Edasic (ι Draconis)
- Etamin (γ Draconis)
- Giausar (λ Draconis)
- Grumium (ξ Draconis)
- Kuma (ν Draconis)
- Nodus I (ζ Draconis)
- Nodus II (δ Draconis)
- Rastaban (β Draconis)
- Thuban (α Draconis, 11 Draconis)

## Ercole
- Ras Algethi o Rasalgethi (α-1 Herculis, 64 Herculis)
- Rutilicus o Antilicus o Kornephoros (β Herculis, 27 Herculis)
- Sarin (δ Herculis)

## Eridano
- Acamar (θ Eridani)
- Achernar (α Eridani)
- Angetenar (τ Eridani)
- Azha (η Eridani)
- Beid (ο-1 Eridani)
- Cursa (β Eridani)
- Keid (ο-2 Eridani, 40 Eridani)
- Rana (δ Eridani)
- Zaurak (γ Eridani)
- Zibal (ζ Eridani)

## Fenice
- Ankaa (α Phoenicis)

## Fornace
Nessuna stella con nome proprio.

## Freccia
- Sham (α Sagittae, 5 Sagittae)

## Gemelli
- Alhena (γ Geminorum)
- Castore (α Geminorum, 66 Geminorum)
- Mebsuta o Melucta (ε Geminorum, 27 Geminorum)
- Mekbuda (ζ Geminorum)
- Polluce (β Geminorum, 78 Geminorum)
- Propus (ι Geminorum, 60 Geminorum)
- Tejat Posterior o Pishpai (μ Geminorum, 13 Geminorum)
- Tejat Prior (η Geminorum)
- Wasat (δ Geminorum)

## Giraffa
Nessuna stella con nome proprio.

## Gru
- Al Nair (α Gruis)
- Tiaki (β Gruis)
- Al Dhanab (γ Gruis)

## Idra
- Alphard (α Hydrae)

## Idro
Nessuna stella con nome proprio.

## Indiano
- Il Persiano (α Indi)

## Leone
- Aldhafera (ζ Leonis)
- Algenubi o Raselased (ε Leonis)
- Algieba (γ Leonis)
- Chort (θ Leonis)
- Denebola (β Leonis)
- Rasalas (μ Leonis)
- Regolo (α Leonis, 32 Leonis)
- Zosma (δ Leonis)

## Leone Minore
- Praecipua (37 Leonis Minoris)

## Lepre
- Arneb (α Leporis, 11 Leporis)
- Nihal (β Leporis)

## Lince
- Alsciaukat (31 Lyncis)

## Lira
- Sheliak (β Lyrae, 10 Lyrae)
- Sulaphat o Sulafat (γ Lyrae, 14 Lyrae)
- Vega (α Lyrae, 3 Lyrae)

## Lucertola
Nessuna stella con nome proprio.

## Lupo
Nessuna stella con nome proprio.

## Macchina pneumatica
Nessuna stella con nome proprio.

## Mensa
Nessuna stella con nome proprio.

## Microscopio
Nessuna stella con nome proprio.

## Mosca
- Myia (α Muscae)

## Ofiuco
- Kelb Alrai o Cebalrai (β Ophiuchi, 60 Ophiuchi)
- Ras Alhague o Rasalhague (α Ophiuchi, 55 Ophiuchi)
- Sabik (η Ophiuchi, 35 Ophiuchi)
- Yed Prior (δ Ophiuchi, 1 Ophiuchi)
- Yed Posterior (ε Ophiuchi, 2 Ophiuchi)
- Marfik (λ Ophiuchi)

## Orione
- Alnilam (ε Orionis, 46 Orionis)
- Alnitak (ζ Orionis, 50 Orionis)
- Bellatrix (γ Orionis, 24 Orionis)
- Betelgeuse (α Orionis, 58 Orionis)
- Hatsya o Nair al Saif (ι Orionis, 44 Orionis)
- Heka o Meissa (λ Orionis, 39 Orionis)
- Mintaka (δ Orionis, 34 Orionis)
- Rigel (β Orionis, 19 Orionis)
- Saif al Jabbar (η Orionis)
- Saiph (κ Orionis, 53 Orionis)
- Tabit (π Orionis, 1 Orionis)
- Trapezio (θ-1 Orionis, 41 Orionis)

## Orologio
Nessuna stella con nome proprio.

## Orsa Maggiore
- Alcor (80 Ursae Majoris)
- Alioth (ε Ursae Majoris, 77 Ursae Majoris)
- Benetnash o Alkaid (η Ursae Majoris, 85 Ursae Majoris)
- Dubhe (α Ursae Majoris, 50 Ursae Majoris)
- Megrez (δ Ursae Majoris)
- Merak (β Ursae Majoris, 48 Ursae Majoris)
- Mizar (ζ Ursae Majoris)
- Muscida (ο Ursae Majoris)
- Phecda (γ Ursae Majoris)
- Talitha Borealis (ι Ursae Majoris)
- Tania Australis (μ Ursae Majoris)

## Orsa Minore
- Alifa al Farkadain (ζ Ursae Minoris)
- Anwar al Farkadain (η Ursae Minoris)
- Kochab o Kocab (β Ursae Minoris, 7 Ursae Minoris)
- Pherkad (γ Ursae Minoris, 13 Ursae Minoris)
- Pherkard o Yildun (δ Ursae Minoris, 23 Ursae Minoris)
- Polaris o Stella Polare o Cynosura (α Ursae Minoris, 1 Ursae Minoris)

## Ottante
• Corazzini (β ottanta%)

## Pavone
- Pavo o Peacock (α Pavonis)

## Pegaso
- Algenib (γ Pegasi, 88 Pegasi)
- Baham (θ Pegasi)
- Enif (ε Pegasi)
- Homam (ζ Pegasi)
- Markab (α Pegasi)
- Matar (η Pegasi)
- Scheat (β Pegasi)
- Sirrah o Alpheratz (δ Pegasi e α Andromedae)

## Perseo
- Mirfak o Mirphak, Algenib (α Persei, 33 Persei)
- Algol o Stella Demone (β Persei, 26 Persei)
- Atik (ο Persei)
- Gorgonea Quarta (ω Persei, 28 Persei)
- Gorgonea Secunda (ρ Persei, 25 Persei)
- Gorgonea Tertia (π Persei, 22 Persei)
- Menkib (ξ Persei)
- Misam (κ Persei)

## Pesce Australe
- Fomalhaut (α Piscis Austrini, 24 Piscis Austrini)

## Pesce Volante
Nessuna stella con nome proprio.

## Pesci
- Alrisha (α Piscium, 113 Piscium)
- Kullat Nunu (η Piscium)
- Torcularis Septentrionalis (ο Piscium, 110 Piscium)

## Pittore
Nessuna stella con nome proprio.

## Poppa
- Asmidiske (ξ Puppis)
- Markeb (κ Puppis)
- Naos (ζ Puppis)
- Tureis (ρ Puppis)

## Regolo
Nessuna stella con nome proprio.

## Reticolo
Nessuna stella con nome proprio.

## Sagittario
- Albaldah (π Sagittarii)
- Alnash o Nash (γ Sagittarii)
- Arkab Prior (β-1 Sagittarii)
- Ascella (ζ Sagittarii)
- Kaus Australis (ε Sagittarii, 20 Sagittarii)
- Kaus Borealis (λ Sagittarii)
- Kaus Media (δ Sagittarii)
- Nunki (σ Sagittarii, 34 Sagittarii)
- Polis (μ Sagittarii)
- Rukbat (α Sagittarii)

## Scorpione
- Al Niyat (σ Scorpii)
- Antares (α Scorpii, 21 Scorpii)
- Dschubba (δ Scorpii)
- Girtab o Sargas (θ Scorpii)
- Graffias o Acrab (β Scorpii)
- Jabbah (ν Scorpii)
- Lesath (υ Scorpii)
- Shaula (λ Scorpii)
- Zuben Hakrabi (γ Scorpii)

## Scudo
Nessuna stella con nome proprio.

## Scultore
Nessuna stella con nome proprio.

## Serpente
- Alya (θ-1 Serpentis, 63 Serpentis)
- Unuk Élhaia o Unukalhai (α Serpentis, 24 Serpentis)

## Sestante
Nessuna stella con nome proprio.

## Telescopio
Nessuna stella con nome proprio.

## Toro
- Ain (ε Tauri)
- Alcione (η Tauri)
- Aldebaran (α Tauri, 86 Tauri)
- Asterope (21 Tauri)
- Atlas (27 Tauri)
- Elettra (17 Tauri)
- Elnath (β Tauri)
- Hyadum II (δ ¹ Tau)
- Maia (20 Tauri)
- Merope (23 Tauri)
- Pleione (28 Tauri)
- Taygeta (19 Tauri)

## Triangolo
- Mothallah (α Trianguli, 2 Trianguli)

## Triangolo Australe
- Atria (α Trianguli Australis)

## Tucano
Nessuna stella con nome proprio.

## Uccello del Paradiso
Nessuna stella con nome proprio.

## Unicorno
Nessuna stella con nome proprio.

## Vele
- Regor (γ Velorum)
- Suhail (λ Velorum)

## Vergine
- Minelava (δ Virginis)
- Porrima (γ Virginis)
- Spica (α Virginis, 67 Virginis)
- Syrma (ι Virginis, 99 Virginis)
- Vindemiatrix (ε Virginis)
- Zaniah (η Virginis)
- Zavijava o Alaraf (β Virginis)

## Volpetta
- Anser (α Vulpeculae, 6 Vulpeculae)